# Königin-Maud-Gebirge
Das Königin-Maud-Gebirge ist eine Bergkette in Antarktika. Es bildet den das Rossmeer gegen Süden zum Polarplateau hin abgrenzenden Teil des Transantarktischen Gebirges. Höchster Gipfel des Königin-Maud-Gebirges ist der 4230 m hohe Mount Kaplan. Das Gebirge reicht vom Beardmore-Gletscher im Westen bis zum östlich gelegenen Reedy-Gletscher sowie vom Ross-Schelfeis im Norden bis zum südlich gelegenen Polarplateau.
Der norwegische Polarforscher Roald Amundsen durchstieg dieses Gebirge im November 1911 über den zentral gelegenen Axel-Heiberg-Gletscher auf seinem Weg zum geographischen Südpol im Rahmen seiner Antarktisexpedition (1910–1912). Amundsen benannte es nach der norwegischen Königin Maud (1869–1938). Das gesamte Gebirge wurde im Rahmen der Antarktisexpeditionen des US-amerikanischen Polarforschers Richard Evelyn Byrd in den 1930er und 1940er Jahren kartiert. Dem schlossen sich Vermessungen im Rahmen des United States Antarctic Research Program und durch neuseeländische Expeditionen von den 1950er bis 1970er Jahren an.